# Грон (приток Дуная)
Грон (словац. Hron) — вторая по длине река Словакии, левый приток Дуная. Длина реки — 276 км. Площадь водосборного бассейна — 5465 км².
На берегах Грона расположены города Брезно, Банска-Бистрица, Жьяр-над-Гроном, Жарновица, Нова-Баня, Тлмаче, Левице, Жельезовце, Коларово. Главные притоки — Париж, Сикеница и Слатина.
Бассейн реки покрывает примерно 11 % территории Словакии.

## История
Впервые под именем Hron (лат. Granus) река упоминается в сборнике «К самому себе» (170 год). В наиболее раннем из дошедших до нас средневековых источников она фигурирует под именем Gron (1075 год). Начиная с XVII века до 1930-х река использовалась для перевозки шерсти.